# Engin İpekoğlu
Engin İpekoğlu (* 7. Juni 1961 in Izmir, Türkei) ist ein ehemaliger türkischer Fußballtorwart und aktueller -trainer.

## Spielerkarriere
Er begann seine Fußballkarriere beim österreichischen Klub Prater SV im Jahr 1978. Fünf Jahre später wechselte er in die Jugend von Sakaryaspor. Nach drei Spielzeiten rückte İpekoğlu in die erste Mannschaft und wurde in der Saison 1987/87 türkischer Pokalsieger. Zur Saison 1989/90 ging Engin İpekoğlu zu Beşiktaş Istanbul. Mit den Schwarz-Weißen wurde der Torhüter zweimal türkischer Meister, 1990 und 1991. Außerdem gewann er 1990 erneut den türkischen Pokal mit Beşiktaş.
Nach seinem zweiten Meistertitel 1991 ging er weiter zum Lokalrivalen Fenerbahçe Istanbul. Dort wurde İpekoğlu sofort zum Stammtorhüter und spielte bis zu seiner Verletzung gegen Kayserispor in der Saison 1994/95 in dieser Rolle. Nach seiner Verletzung war er nur noch zweite Wahl. 1996 wurde er zum dritten und letzten Mal türkischer Meister mit Fenerbahçe. Danach verließ er die Blau-Gelben und ging zu Çanakkale Dardanelspor. Für Dardanelspor hütete İpekoğlu das Tor drei Jahre. 1999 kehrte er zurück zu Fenerbahçe Istanbul. In seiner letzten Saison mit Fenerbahçe spielte der Schlussmann sieben Spiele und beendete seine Spielerkarriere im Jahr 2000.
Das Tor der türkischen Nationalmannschaft hütete İpekoğlu zwischen 1989 und 1999 insgesamt 32 Mal.

## Trainerkarriere
Seine Trainerlaufbahn begann Engin İpekoğlu als Co-Trainer von Raşit Çetiner in der türkischen U-21 Nationalmannschaft. Nachdem Raşit Çetiner 2004/05 Trainer von Bursaspor wurde, folgte ihn İpekoğlu. Çetiner trat nach dem 11. Spieltag der Saison 2006/07 als Trainer Bursaspors zurück, İpekoğlu wurde Nachfolger seines Mentors und trainierte die Mannschaft eine Saison lang. Zur Saison 2007/08 wechselte er zum Zweitligisten Karşıyaka SK. Aufgrund von Problemen in der Mannschaft trat er als Trainer der Grün-Roten kurz nach Saisonbeginn wieder zurück. Vier Spieltage vor Ende der Saison übernahm Engin İpekoğlu Kocaelispor. Die letzten vier Partien gewann er mit seiner Mannschaft und schloss die Spielzeit als Erster ab und stieg somit in die Süper Lig auf.
Im Jahr 2010 wurde İpekoğlu an der Seite von Guus Hiddink Co-Trainer der Türkei und war in dieser Position bis Dezember 2011 tätig.
Zur Saison 2012/13 übernahm er den türkischen Zweitligisten Denizlispor. Der Vereinsvorstand gab nach dem 9. Spieltag die Entlassung İpekoğlus bekannt. Als Grund gab man den aus Vereinssicht enttäuschenden Saisonstart an.
Ende November 2013 wurde er Cheftrainer des Zweitligisten Fethiyespor. In seinem ersten Spiel konnte er auswärts im Pokalspiel gegen Fenerbahçe Istanbul einen überraschenden 2:1-Sieg einfahren. In der Meisterschaft konnte er den Verein jedoch vor dem Abstieg nicht bewahren. Im September 2014 verließ er den Verein.
In der Winterpause 2014/15 wurde er erneut als Cheftrainer bei Denizlispor vorgestellt. İpekoğlu übernahm die Nachfolge vom zurückgetretenen Özcan Bizati. Nach nur einem Monat und vier sieglosen Spielen trat er von seinem Amt wieder zurück. Im November 2015 wurde er beim Zweitligisten Adanaspor als neuer Cheftrainer eingestellt. İpekoğlu führte die Mannschaft zur Meisterschaft und somit zum Aufstieg in die Süper Lig. Aufgrund von Meinungsverschiedenheiten bezüglich Neuverpflichtungen löste er nach gegenseitigem Einvernehmen mit der Vereinsführung wenige Tage vor dem Saisonstart 2016/17 seinen Vertrag auf.
Im Oktober 2016 wurde er Cheftrainer von Adana Demirspor. Diesen Verein betreute er bis Ende April 2017.

## Erfolge
Als Trainer
- Mit Kocaelispor
  - Meister der TFF 1. Lig und Aufstieg in die Süper Lig: 2007/08
- Mit Adanaspor
  - Meister der TFF 1. Lig und Aufstieg in die Süper Lig: 2015/16